# Phùng Tất Đắc
Phùng Tất Đắc (1907 - 2008), bút hiệu Lãng Nhân, Cố Nhi Tân và Tị Tân; là một nhà thơ, nhà văn Việt Nam.

## Tiểu sử

### Thời trẻ
Ông sinh ngày 20 tháng 6 năm 1907 tại Hà Nội. Đây cũng là nơi ông đã trải qua thời thờ ấu.
Lớn lên, Phùng Tất Đắc theo học trường Bưởi. Trong năm học thứ ba của ông, một giám học người Pháp đánh bạt tai và miệt thị một học sinh người Việt Nam là "sale Anamite" (đồ dân An Nam bẩn thỉu). Việc này khiến học sinh toàn trường bất mãn và tổ chức bãi khóa. Sau nhiều ngày dàn xếp không có kết quả vì viên giám học không chịu xin lỗi, cuộc bãi khóa tiếp tục và nhà trường quyết định sử dụng biện pháp mạnh tay để đàn áp: đuổi học một số học sinh, trong đó có Phùng Tất Đắc và một người bạn ông sau này cũng trở thành nhà văn Lê Văn Trương.
Trong số những học sinh bị đuổi học, sau này có vài người tìm cách trốn sang Pháp, mấy người khác đổi tên họ để đi làm cho nhà nước thuộc địa. Lê Văn Trương sang Lào tìm vàng và viết tiểu thuyết phiêu lưu. Phùng Tất Đắc cũng theo bạn định trốn đi ngoại quốc, nhưng bị ông cụ thân sinh gọi về Nam Định, bắt lấy vợ. Là con trưởng, ông phải tuân theo lời cha và lấy vợ năm mới 17 tuổi (1924). Nhưng rồi cuộc hôn nhân này không bền và hai người đã xa nhau sau khi có một cô con gái. Năm 1945, bà vợ này và người con gái qua đời vì bạo bệnh.

### Đóng góp văn học, thời kỳ ngoài Bắc
Vào khoảng năm 1928-1929, Hoàng Tích Chu, một nhà báo tiên phong ở Bắc Kỳ từ Pháp trở về nước nhận lời làm chủ bút cho Hà thành ngọ báo.
Năm 1929 (có tài liệu nói năm 1930), ông Chu xuống Nam Định rủ Phùng Tất Đắc, đang làm thư ký cho Tòa đốc lý Nam Định, lên Hà Nội cùng làm báo. Phùng Tất Đắc, khi đó 22 tuổi, mang theo 4.000 đồng tiền lên Hà Nội cùng với ông Chu, Phùng Bảo Thạch và Tạ Đình Bính xuất bản tờ báo Đông Tây đặt trụ sở ở số nhà 12, phố Nhà thờ, Hà Nội. Lúc đầu, tờ Đông Tây chỉ có hai người viết là Hoàng Tích Chu (ký bút hiệu Văn Tôi), và Phùng Tất Đắc.
Dần dần tờ báo quy tụ nhiều tay viết có tư tưởng canh tân như Phan Khôi, Phùng Bảo Thạch, Tạ Đình Bính, Trần Tuấn Khải, Nguyễn Nam Sáu, Tô Ngọc Vân, Trần Quang Trân, Lê Phổ, Đỗ Mộng Ngọc, Vi Huyền Đắc, Trịnh Đình Rư, Thiết Can, Hoàng Ngọc Phách... 
Tờ Đông Tây mang nặng tính chính trị, thể hiện sự thông cảm với thất bại của khởi nghĩa Yên Bái và các lãnh tụ Nguyễn Thái Học, Phó Đức Chính, phê phán chủ thuyết quân chủ lập hiến của Phạm Quỳnh, tố cáo những viên tham quan như Tổng đốc Thái Bình Vi Văn Định... Tờ báo được công chúng ủng hộ mạnh mẽ và trở thành tờ báo bán chạy nhất Bắc Kỳ thời đó. Tuy nhiên, cuối năm 1932, vì bài thơ Cái chày ám chỉ Tổng đốc Thái Bình Vi Văn Định dùng chày đánh vào đầu gối phạm nhân mà Đông Tây bị thu hồi giấy phép với tội danh "vu khống người nhà nước". Số cuối cùng của Đông Tây là ngày 25 tháng 7 năm 1932.
Phùng Tất Đắc cùng vài người bạn khác lại sang làm cho tuần báo Duy tân, nhưng tờ báo này cũng yểu mệnh sau khi ra được 22 số.
Ngoài ra, Phùng Tất Đắc từng đóng góp bài vở cho các báo chí khác ở Bắc Kỳ như Cri de Hanoi, Fléchettes, Nhựt Tân, Hải Phòng Tuần báo, và Ích hữu. Ông là tác giả hai vở truyện "Trương Chi", "Bích Mã Lương" và nhiều bài nghị luận được đăng dài hạn.
Sau đó là một thời gian chừng ba, bốn năm, Phùng Tất Đắc đi giang hồ vào miền Trung. Ông lần lượt đặt chân đến Huế, Đà Nẵng, Quy Nhơn, Nha Trang, rồi vào cả miền Nam. Trong giai đoạn này, có lúc ông làm thư ký cho luật sư Dương Văn Giáo ở Quy Nhơn, có hồi vào Sài Gòn viết báo, trong đó có báo do ông Diệp Văn Kỳ làm Chủ bút.
Năm 1935, Phùng Tất Đắc quay về Nam Định và lấy vợ lần nữa. Bà vợ hai của ông làm nghề buôn sợi nên gia đình rất khá giả. Nhờ thế, ông có một cuộc sống khá phong lưu, từng được dân Nam Định gọi là "công tử thành Nam".
Năm 1940, Phùng Tất Đắc ra ứng cử chức nghị viên trong Bắc Kỳ nghị viện và giữ chức này cho tới khi xảy ra cuộc đảo chính của quân đội Đế quốc Nhật Bản vào tháng 3 năm 1945. Phùng Tất Đắc bị vu cáo giữ vàng cho người Pháp nên bị quân Nhật bắt giữ và tra tấn để khảo vàng. Ông may mắn được một đại tá người Nhật cứu ra rồi đến lánh nạn ở nhà ông Trần Trọng Kim, lúc bấy giờ là thủ tướng chính phủ Đế quốc Việt Nam.

### Sự nghiệp trong Nam
Sau Cách mạng tháng Tám, ông đi tản cư được một năm thì lại đem gia đình trở về Hà Nội và lại sống thong dong nhờ bà vợ đảm đang làm đại lý nhiều cửa hàng buôn sợi.
Năm 1954, ông đưa gia đình di cư vào Nam đến Sài Gòn rồi được một người bạn là ông Phan Cao Phái nhờ trông coi nhà in Taupin do Pháp để lại; cơ sở này là hậu thân của nhà in lớn IFOM (Imprimerie Française d'Outremer) thời Pháp thuộc để trở thành Kim Lai ấn quán.
Thời gian từ 1954 đến 1975, Phùng Tất Đắc phụ trách nhà in Kim Lai và các nhà xuất bản Nam Chi Tùng Thư, in sách của chính ông và một số thân hữu, như Đoàn Thêm, Đinh Hùng, Vũ Hoàng Chương, Tạ Tỵ... Tên tuổi ông được biết đến nhiều nhất là qua các tác phẩm biên soạn vào thập niên 1960 như Giai thoại làng Nho, Chơi chữ, và Hương sắc quê mình. Đây cũng là thời kỳ sung mãn nhất trong sự nghiệp viết văn của ông với nhiều biên soạn và tác phẩm.
Năm 1975, ông sang tỵ nạn tại Cambridge, Anh và mất ngày 29 tháng 2 năm 2008. Từ 1985, ông cộng với tạp Làng Văn, Canada.

## Tác phẩm
- Trước đèn - 1939
- Chuyện vô lý - 1942
- Chơi chữ - 1960
- Cáo tồn - 1963
- Giai thoại làng nho - 1963
- Hán văn tinh túy - 1965
- Thơ Pháp tuyển dịch - 1968
- Chuyện cà kê - 1968
- Khổng Tử - 1968
- Tư Mã Quang, Vương An Thạch - 1968
- Nguyễn Thái Học - 1969
- Tôn Thất Thuyết - 1969
- Nghiêm Phục - 1970
- Hương sắc quê mình (Làng Văn, Canada)
- Nhớ nơi kỳ ngộ

## Liên kết
- Cây đại thụ bách tuế trong văn học giới VN Lãng Nhân Phùng Tất Đắc đã đi vào bất tử trong tâm hồn dân tộc! Lưu trữ ngày 16 tháng 6 năm 2008 tại Wayback Machine
- Tưởng nhớ Lãng Nhân Phùng Tất Đắc Lưu trữ ngày 25 tháng 3 năm 2008 tại Wayback Machine
- Mười khuôn mặt văn nghệ: Lãng Nhân...